# Данькевич Костянтин Федорович
Костянти́н Фе́дорович Даньке́вич (11 (24) грудня 1905 , Одеса, Херсонська губернія  — 26 лютого 1984 , Київ ) — український композитор, піаніст, педагог, Народний артист СРСР (1954).

## Життєпис
Народився 11 (24) грудня 1905 року в Одесі. 1929 року закінчив Одеський музично-драматичний інститут, де вчився у Миколи Вілінського і Марії Рибицької. Відтоді його викладач. Під час Другої світової війни був евакуйований у Тбілісі, де керував ансамблем пісні і танцю військ НКВД СССР Закавказзя.
По завершенню війни повертається до Одеси, де обіймає посаду ректора консерваторії 1944–1951), а також завідувача кафедри композиції. 1946 року став членом ВКП(б). Від 1953 року — професор Київської консерваторії. Серед його учнів — Борис Алексєєнко, Костянтин Мясков, Георгій Мірецький та інші.
Обирався депутатом Верховної Ради УРСР 4-6 скликань (1955–1967 роки). У 1956–1967 роках — голова правління Спілки композиторів України. Багато разів обирався депутатом Київської міської Ради депутатів трудящих, був членом Радянського Комітету захисту миру, головою Товариства румунсько-радянської дружби, членом Комітету з Ленінських і Державних премій СРСР.
Жив у Києві на вулиці Пушкінській, № 21. Помер 26 лютого 1984 року. Похований у Києві на Байковому кладовищі.

## Твори
опери —

Могила Костянтина Данькевича

- «Трагедійна ніч» (лібрето В. Івановича й Д. за О. Безименським, 1934, прем'єра — 22 травня 1935, Одеса),
- «Богдан Хмельницький» (лібрето B. Василевської та О. Корнійчука, 1950, прем'єра — 20 січня 1951, Київ, 2-а ред. — 1953, оркестрування Б. Яровинського),
- «Назар Стодоля» (лібрето Л. Предславича за Т. Шевченком, 1959, Київ);

балет
- «Лілея» (лібрето В. Чаговця за Т. Шевченком, 1940, прем'єра — 26 серпня 1940, Київ);
- фільм-балет «Лілея» (1958);

оперета
- «Золоті ключі» (лібрето Я. Зіскінда та Г. Колтунова, 1943, Тбілісі);

інші твори
- ораторія «Жовтень» (1958, слова сучасних українських поетів);
- кантата «Зоря комунізму над нами зійшла. Дума про Україну» (слова власні), 1961;
- для симфонічного оркестру — Урочиста увертюра (1928), Урочистий марш (1928), поема «Отелло» (1937), Перша симфонія (1937), поема «Тарас Шевченко» (1938), сюїти — «No pasaran!» (1938), «Богдан Хмельницький» (1940), «Лілея» (1940), Друга симфонія (1945)
- камерно-інструментальні ансамблі — Струнний квартет (1928), Тріо для скр., віолончель та фортепіано (1930), «Пісня і танець» для скр. і фортепіано (1930);
- для фортепіано  — Соната (1928), Три п'єси (1929), Поема (1956);
- романси (10) на слова Олександра Пушкіна, Тараса Шевченка, Івана Франка, Максима Рильського, Маргарити Алігер, Павла Тичини, Володимира Сосюри, Степана Руданського та ін.
- для хору з супроводом «На півдні Вітчизни, де море шумить», слова Л. Барабанова (1955), кантата «Юнацький привіт Москві», слова П. Воронька (1956), «На прапорі Києва — Леніна орден», слова власні (1956) тощо;
- хори без супроводу — «До Червоної армії», слова В. Сосюри (1942), «Пісні про людство» слова Олексія Суркова (1961);
- обробки українських і російських народних пісень (6);
- Близько 100 пісень на слова радянських поетів;
- музика до театральних вистав — «Слуга двох панів» Карло Ґольдоні (1934), «Отелло» (1935), «Багато галасу даремно» (1940) і «Гамлет» (1956) Вільяма Шекспіра, «Борис Годунов» Олександра Пушкіна (1937), «Правда» (1937), «Богдан Хмельницький» (1939), «Загибель ескадри» (1951) Олександра Корнійчука тощо. Музика до к/ф «Народжені бурею» (1957), «Лілея» (1958) тощо.

## Кінематографічна діяльність
У кіно працював з 1930-х років. Автор музики до фільмів:
- «Педро» (1938)
- «Ескадрилья № 5» (1939)
- «300 років тому…» (1956)
- «Правда» (1957)
- «Народжені бурею» (1958)
- «Дума про Україну» (1960, т/ф за однойменною кантатою).

У 1958 році Вахтанг Вронський та Василь Лапокниш екранізували балет Костянтина Данькевича «Лілея» за мотивами поетичних творів Тараса Шевченка.

## Відзнаки
1978 року Костянтину Данькевичу та ще шести митцям присуджено Державну премію УРСР імені Тараса Шевченка за оперу «Богдан Хмельницький» (нова редакція) у Дніпропетровському театрі опери та балету. Також Костянтин Данкевич був нагороджений Орденами Леніна (1960), Орденами Трудового Червоного Прапора (1954), низкою почесних медалей.

## Вшанування пам'яті

Меморіальна дошка по вулиці Євгена Чикаленка, 21

Ім'я К. Ф. Данькевича було присвоєно Одеському музичному училищу.
28 листопада 1985 року у Києві на будинку по вулиці Пушкінській (сучасна Євгена Чикаленка), 21, де з 1952 по 1984 рік жив композитор, встановлено меморіальну дошку (бронза; барельєф; скульптор О. О. Ковальов, архітектор О. Б. Іванцов).
У 1987 році на його честь у Києві названо вулицю.

## Дискографія
- «Богдан Хмельницький», опера в 4-х діях, комплект з 5-ти платівок. Богдан Хмельницький — М. Гришко, Посол Великої Русі — В. Матвеєв, Максим Кривоніс — Б. Гмиря, Богун — В. Борищенко, Варвара — Н. Гончаренко, Соломія — Л. Руденко, Лизогуб — С. Коган, Дьяк Гаврило — М. Роменський, Гелена — Л. Лобанова, Тур — П. Гайчук, Потоцький — М. Частій, Кошовий — Д. Гнатюк, хор і орк. Київ. Держ. театру опери та балету ім. Т. Шевченка, дир. В. Пірадов. — М.: «Мелодія», Д 01813-22, 1954
- «Тарас Шевченко», симфонічна поема, «Лілея», сюїта з балету — вик. симф. орк. Укр. радіо, дир. К. Симеонов. — М.: «Мелодія», Д 6749—50, 1960
- «Назар Стодоля», опера в 3-х діях, комплект з 3-х платівок, Назар — В. Гуров, Гнат — В. Лутченко, Хома — О. Чулюк-Заграй, Галя — К. Радченко, Стеха — Л. Руденко, хор і орк. Київ. Держ. театру опери і балету ім. Т. Шевченка, дир. О. Рябов, — М.: «Мелодія», Д 14407-12, С 0923-28, 1964 тощо.